# فریتز هوفمان-لا روش
فریتز هوفمان-لا روش (به آلمانی: Fritz Hoffmann-La Roche) (زاده ۲۴ اکتبر ۱۸۶۸ - درگذشته ۱۸ آوریل ۱۹۲۰) کارآفرین و بازرگان سوئیسی بود، که در سال ۱۸۹۶ شرکت دارویی هوفمان-لا روش را تأسیس کرد. امروزه هوفمان-لا روش به‌عنوان یکی از بزرگترین شرکت‌های داروسازی جهان شناخته می‌شود.